# 3590 Holst
3590 Holst è un asteroide della fascia principale. Scoperto nel 1984, presenta un'orbita caratterizzata da un semiasse maggiore pari a 2,2513799 UA e da un'eccentricità di 0,0806258, inclinata di 6,70352° rispetto all'eclittica.